# Зебровски, Джордж
Джордж Зебровски (англ. George Zebrowski, 28 декабря 1945[…], Филлах, Каринтия — 20 декабря 2024) — американский писатель-фантаст и редактор, написавший и отредактировавший ряд книг, бывший редактор «Бюллетеня писателей-фантастов Америки». Он жил с писательницей Памелой Сарджент, в соавторстве с которой написал ряд романов, в том числе романы из серии «Звёздный путь».
Сын выходцев из Польши Антони Зебровского и Анны Попович, бежавших от нацистов. Родившийся в Австрии, Жебровский в 1951 году через Италию, Францию и Англию приехал в США, где вырос в Южном Бронксе. Он учился в Бингемтонском университете с 1964 по 1969 год, а затем работал редактором и корректором в Binghamton Evening Press.
В 1999 году Зебровски получил Мемориальную премию Джона В. Кэмпбелла за свой роман «Brute Orbits» («Грубые орбиты»). Три его рассказа — «Языческий бог», «Вариации на тему Эйхмана» и «Раненый ветер» — были номинированы на премию «Небьюла», а «Ловушка идей» — на премию Теодора Старджона.
О его смерти было объявлено после того, как он несколько месяцев провёл в доме престарелых.